# Ottersheim
Ottersheim (pfälzisch: Odderschem) ist eine Ortsgemeinde im Donnersbergkreis in Rheinland-Pfalz. Sie gehört der Verbandsgemeinde Göllheim an.

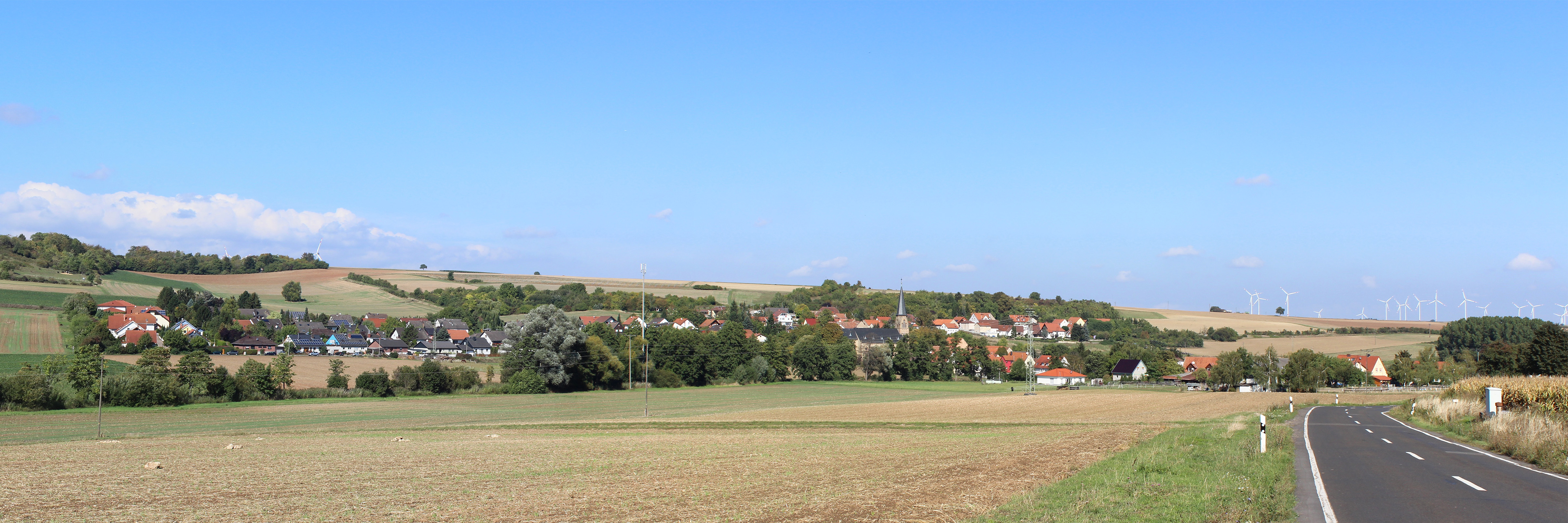
Ottersheim von Süden aus gesehen, links über dem Dorf der Zollstock

## Geographie
Die Gemeinde Ottersheim liegt nördlich des Naturparks Pfälzerwald, zwischen Kaiserslautern und Worms, an den südöstlichen Ausläufern des Zollstocks. Sie wird vom Ammelbach durchflossen. Nachbargemeinden (im Uhrzeigersinn) sind Immesheim, Bubenheim, Biedesheim und Rüssingen.

## Geschichte
Bereits zu römischer Zeit gab es eine Siedlung, wie Ende des 19. Jahrhunderts gefundene Sarkophage beweisen. Urkundliche Erwähnungen finden sich erstmals im Lorscher Codex für das Jahr 772. Im Mittelalter gehörte Ottersheim verschiedenen Herrschaften an, bis es schließlich 1481 ganz zur Kurpfalz gelangte. Mit dem benachbarten Immesheim steht es diesbezüglich in enger Verbindung.
Nach 1792 wurde die Region im Ersten Revolutionskrieg von französischen Truppen besetzt und nach dem Frieden von Campo Formio (1797) annektiert. Von 1798 bis 1814 gehörte Ottersheim zum französischen Departement Donnersberg und war dem Kanton Göllheim zugeordnet. Aufgrund der auf dem Wiener Kongress (1815) getroffenen Vereinbarungen und einem Tauschvertrag mit Österreich kam die Region 1816 zum Königreich Bayern. Ab 1818 war die Gemeinde Ottersheim dem Landkommissariat Kirchheim im bayerischen Rheinkreis, später dem Bezirksamt Kirchheimbolanden zugeordnet, aus dem 1938 der Landkreis Kirchheimbolanden hervorging. Es gab zwei Siedlungskerne, Ober- und Unter-Ottersheim, welche erst nach 1850 nach und nach zusammenwuchsen.
Nach dem Zweiten Weltkrieg wurde Ottersheim innerhalb der französischen Besatzungszone Teil des damals neu gebildeten Landes Rheinland-Pfalz und gehörte bis 1968 zum Regierungsbezirk Pfalz. Seit 1969 gehört die Gemeinde zum Donnersbergkreis und seit 1972 der Verbandsgemeinde Göllheim an.

## Bevölkerung

### Einwohnerentwicklung
Die Entwicklung der Einwohnerzahl von Ottersheim, die Werte von 1871 bis 1987 beruhen auf Volkszählungen:
| Jahr | Einwohner |
| ---- | --------- |
| 1815 | 161       |
| 1835 | 261       |
| 1871 | 276       |
| 1905 | 230       |
| 1939 | 250       |
| 1950 | 265       |
| 1961 | 260       |

| Jahr | Einwohner |
| ---- | --------- |
| 1970 | 227       |
| 1987 | 331       |
| 1997 | 413       |
| 2005 | 380       |
| 2011 | 387       |
| 2017 | 385       |

### Religion

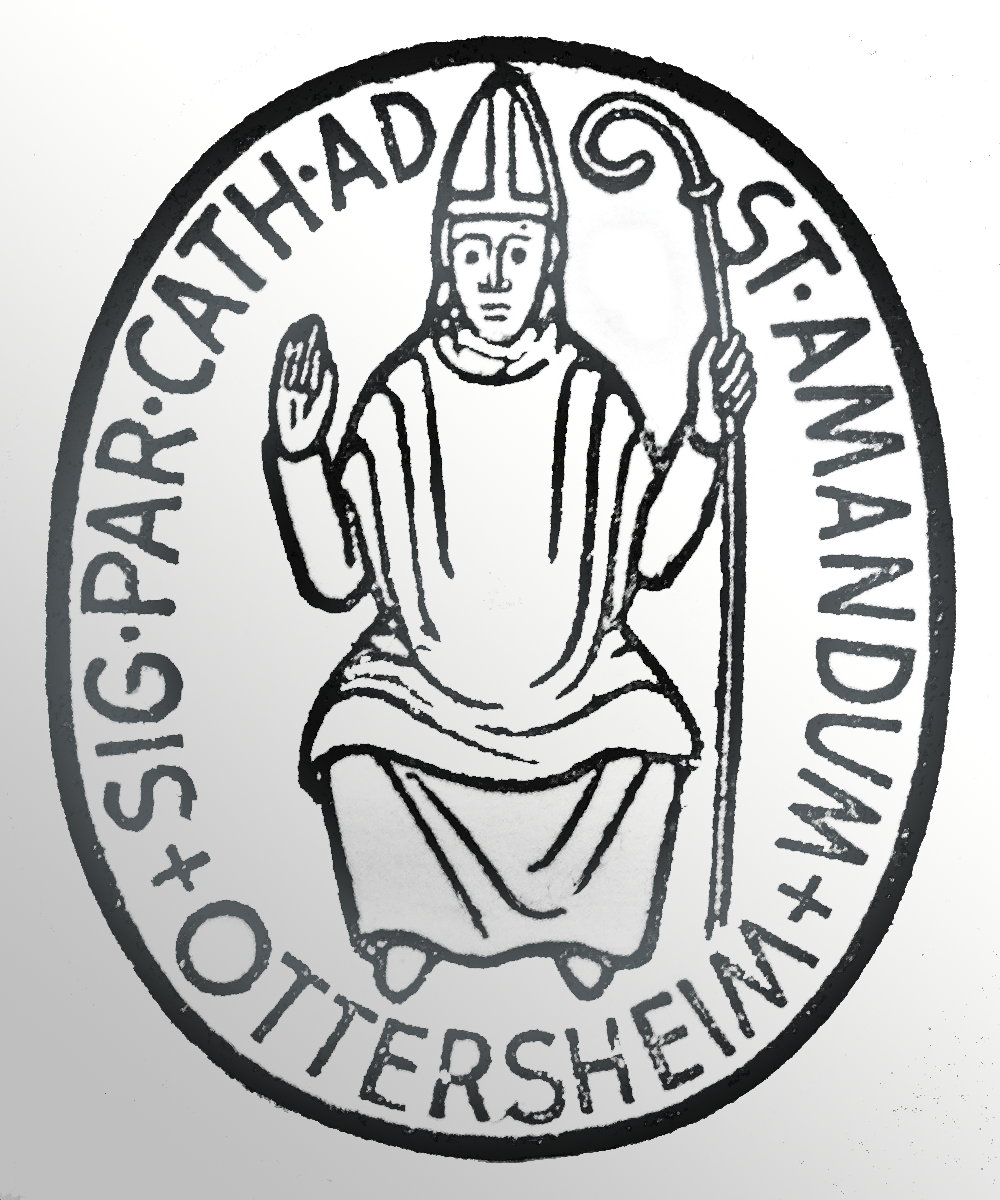
St. Amandus, ehemaliges Pfarrsiegel

Für Ottersheim mit Bubenheim und Immesheim als Sprengel beginnen die Kirchenbücher 1705. Das Gebiet wurde zunächst noch von Rodenbach (Pfarrei Boßweiler) aus versehen. Ab 1793 wurde die Nachbargemeinde Biedesheim ebenfalls von der Pfarrei St. Amandus in Ottersheim aus mitbetreut. Biedesheim gehörte anfänglich zur Pfarrei Neuleiningen und wurde von Grünstadt aus versehen. Im letzten Drittel des 20. Jahrhunderts bildeten Ottersheim, Stetten (Leib Christi) und Zell eine Pfarreiengemeinschaft. Seit 1. Januar 2016 ist Ottersheim Bestandteil der Pfarrei Hl. Philipp der Einsiedler, die ihren Sitz in Göllheim hat.

## Politik

### Gemeinderat
Der Gemeinderat in Ottersheim besteht aus acht Ratsmitgliedern, die bei der Kommunalwahl am 9. Juni 2024 in einer Verhältniswahl gewählt wurden, und dem ehrenamtlichen Ortsbürgermeister als Vorsitzendem.
Die Sitzverteilung im Gemeinderat:
| Wahl | WGO               | BfO               | Gesamt  |
| ---- | ----------------- | ----------------- | ------- |
| 2024 | 3                 | 5                 | 8 Sitze |
| 2019 | 5                 | 3                 | 8 Sitze |
| 2014 | per Mehrheitswahl | per Mehrheitswahl | 8 Sitze |
| 2009 | per Mehrheitswahl | per Mehrheitswahl | 8 Sitze |

- WGO = Wählergruppe Ottersheim e. V.
- BfO = Bürger für Ottersheim e. V., ehemals Wählergruppe Kragl

### Bürgermeister
Ortsbürgermeister ist Rüdiger Kragl. Bei der Stichwahl am 16. Juni 2019 setzte er sich mit einem Stimmenanteil von 53,69 % durch und folgt damit Alois Demmerle, der nach 15 Jahren im Amt nicht mehr kandidiert hatte. Bei der Direktwahl am 9. Juni 2024 wurde er mit einem Stimmenanteil von 64,2 % im Amt bestätigt und setzte sich dabei gegen seinen Herausforderer Ansgar Mayer durch.

## Kultur und Sehenswürdigkeiten
Ottersheim ist wie seine Nachbargemeinden ein Straßendorf; jedoch mit der Besonderheit, dass es sich an zwei Armen einer Straßenkreuzung entwickelte. Das Herzstück der Gemeinde ist die katholische Kirche „St. Amandus“ (im Volksmund auch „Dom (oder Kathedrale) vom Violental“ genannt), die für vier Gemeinden bestimmt ist. Zudem besitzt sie einen über 500 Jahre alten Taufstein.
In Ottersheim wird jedes Jahr am Fest Fronleichnam die Prozession durch das Dorf gehalten mit vier Altären, die sehr liebevoll von den Einwohnern geschmückt werden. Zu diesem Fest kommen Gläubige aus nah und fern.

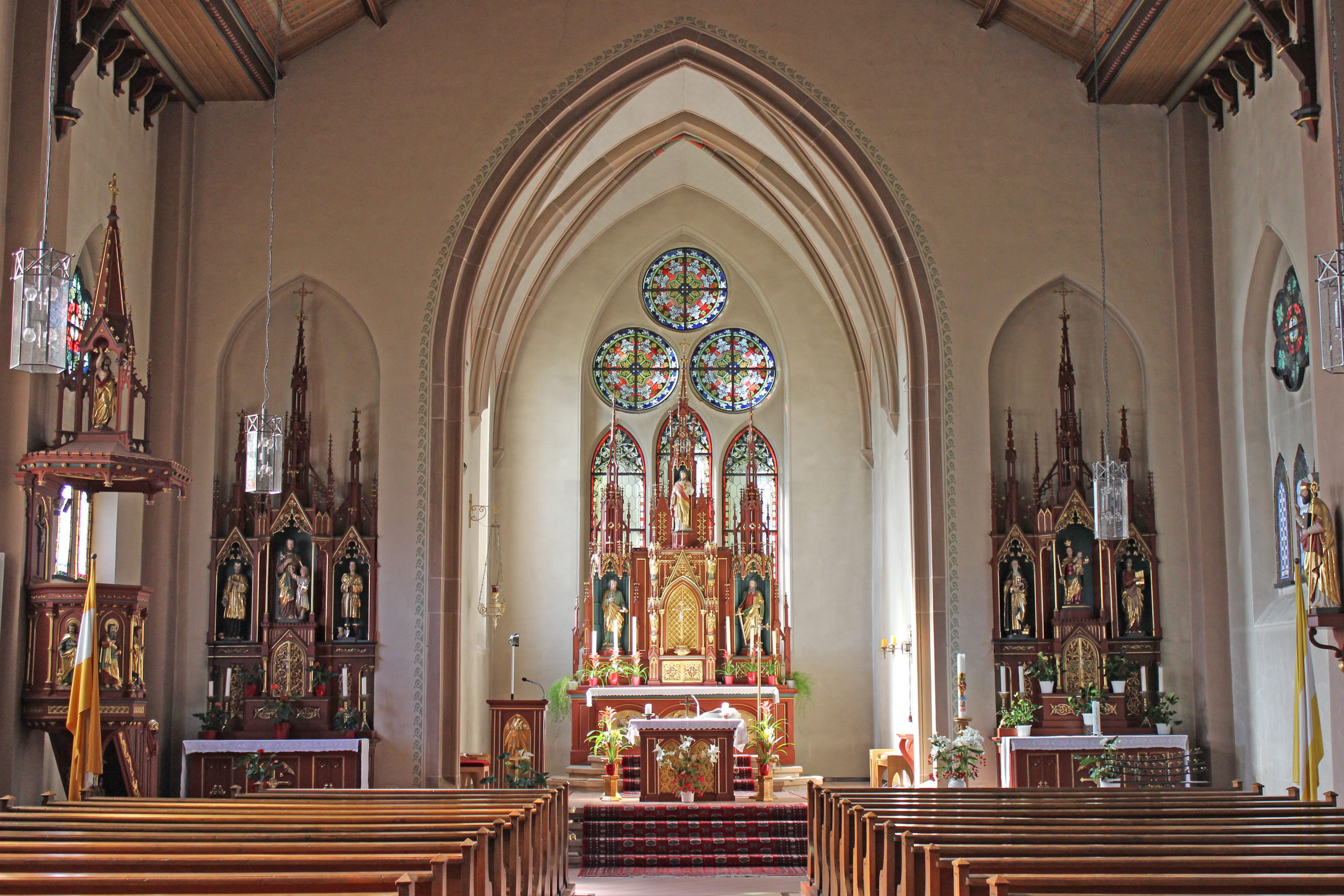
St. Amandus Chor
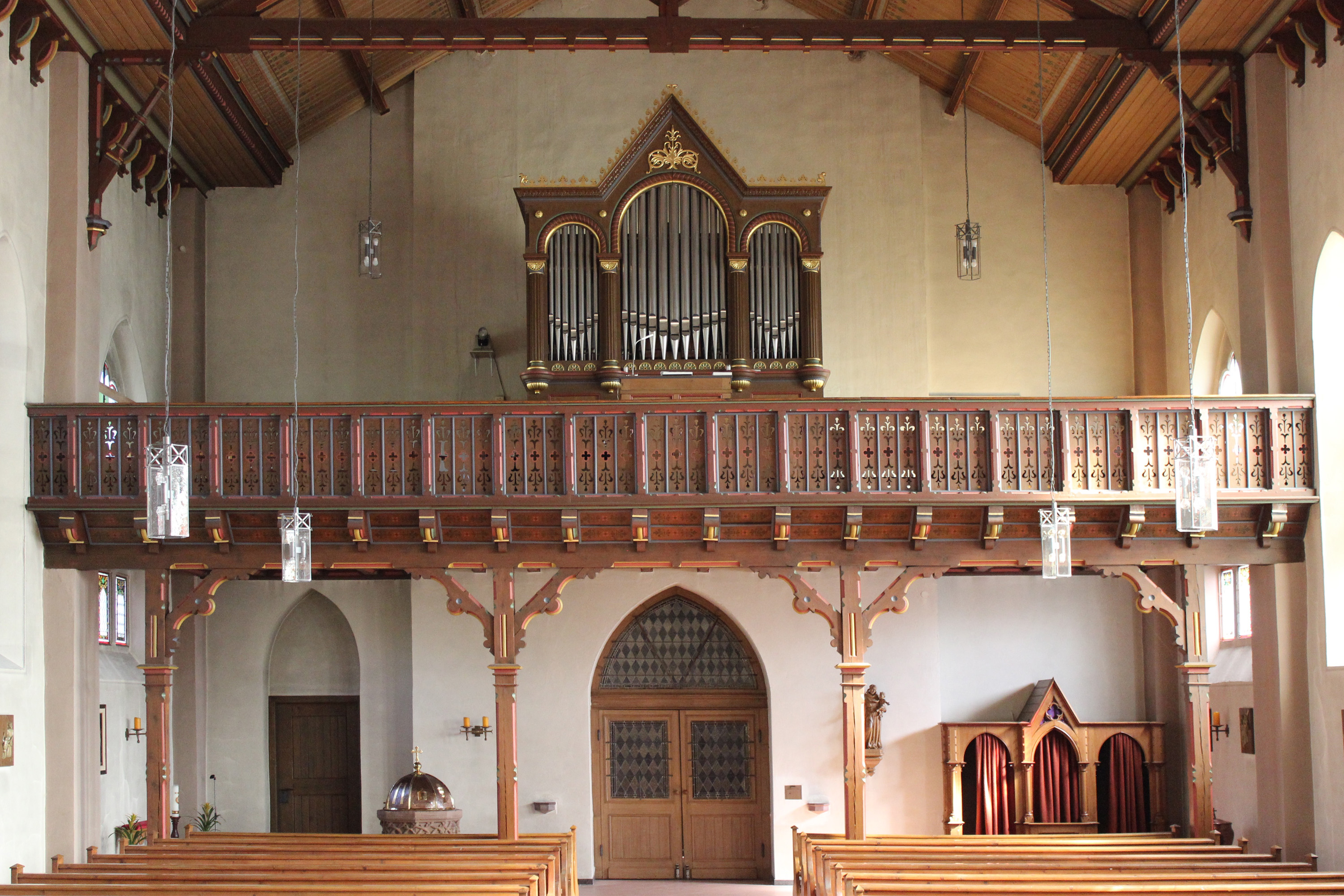
St. Amandus Orgelempore
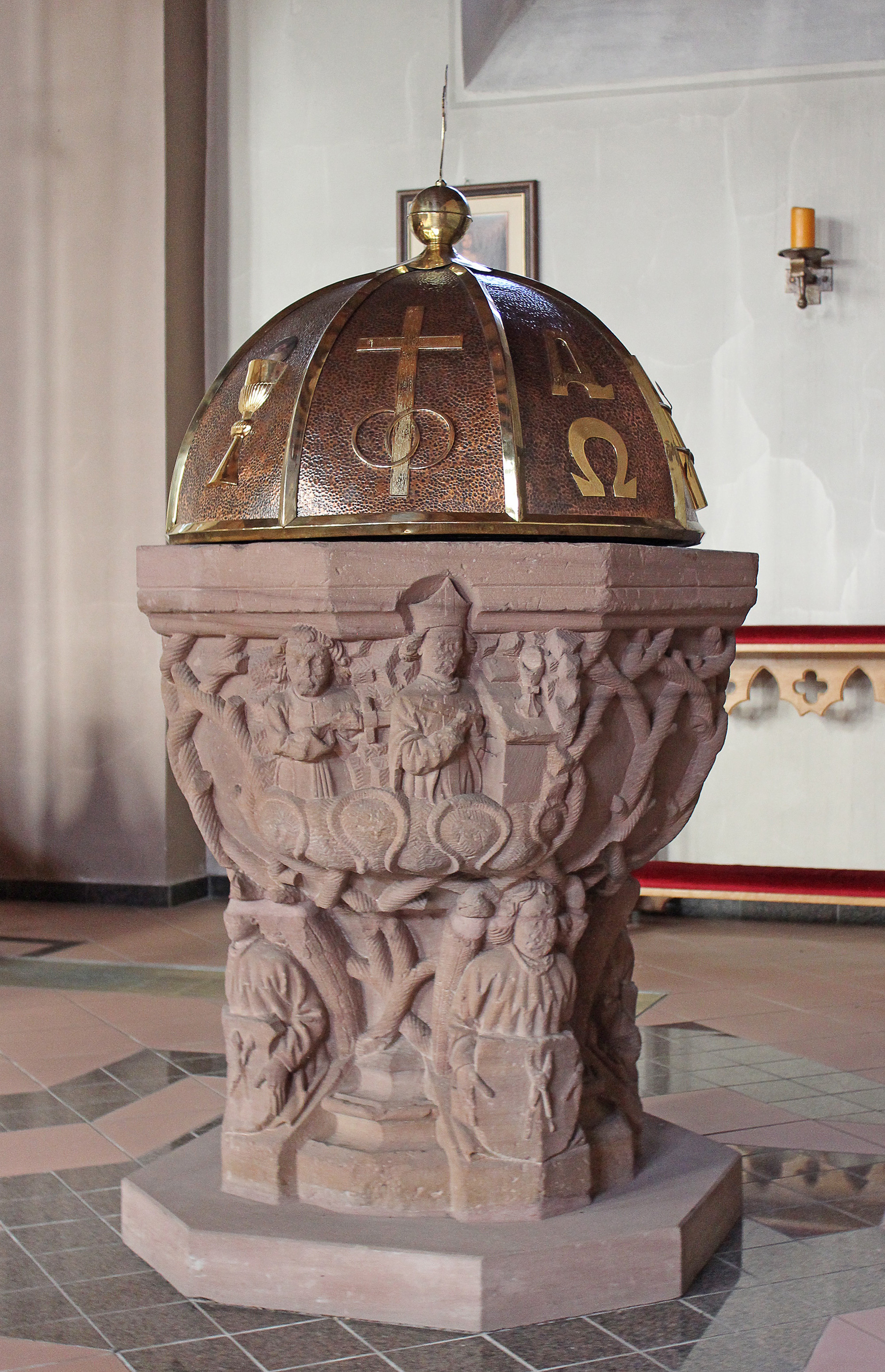
St. Amandus Taufstein (um 1500)

Siehe auch:
- Liste der Kulturdenkmäler in Ottersheim
- Liste der Naturdenkmale in Ottersheim

## Wirtschaft und Infrastruktur
Nördlich von Ottersheim verläuft die B 47. Die nächstgelegene Autobahn ist die A 63 (Mainz–Kaiserslautern).
Der öffentliche Personennahverkehr wird durch die vom Unternehmen Behles aus Kirchheimbolanden betriebene Buslinie 904 erbracht. Diese verbindet den Ort mit seinen Nachbargemeinden, ferner mit Kirchheimbolanden, Göllheim und Eisenberg. Die nächsten im regulären Personenverkehr bedienten Bahnhöfe befinden sich in Ebertsheim (8 km) und Monsheim (9 km).

## Persönlichkeiten

### Söhne und Töchter des Ortes
- Johann Leonhard Weidner (1588–1655), Humanist
- Johann Philipp Janson (1707–1758), katholischer Priester im Erzbistum Mainz, Erbauer der Barockkirche St. Johannes der Täufer in Mönchberg, Unterfranken[11]

### Personen, die vor Ort gewirkt haben
- Ernst von Gagern (1807–1865), Spross eines bekannten deutschen Adelsgeschlechtes und bedeutende Priestergestalt des 19. Jahrhunderts im Bistum Speyer, war 1839 bis 1845 Pfarrer von Ottersheim.